# Elk River (dopływ Tennessee)
Elk (ang. Elk River) – rzeka w Stanach Zjednoczonych, prawy dopływ rzeki Tennessee (jeziora Wheeler), przepływa przez stany Alabama i Tennessee.